# Charouine
Charouine (arabisch ﺷﺮوﻳﻦ, DMG Šarwīn) ist eine algerische Gemeinde in der Provinz Timimoun mit 11.347 Einwohnern (Stand: 2008).

## Geographie
Charouine wird umgeben von Ouled Aissa im Norden, von Timimoun im Osten, von Adrar im Süden und von Tindouf im Westen.